# Patía
Patía est une municipalité située dans le département de Cauca, en Colombie.